# Rubus echinocalyx
Rubus echinocalyx är en rosväxtart som beskrevs av Christian Friedo Eckhard Erichsen. 
Rubus echinocalyx ingår i släktet rubusar och familjen rosväxter. Inga underarter finns listade i Catalogue of Life.